# 税金で買った本
『税金で買った本』（ぜいきんでかったほん）は、原作：ずいの、漫画：系山冏による日本の漫画。ウェブコミック配信サイト『ヤンマガWeb』（講談社）にて2021年8月16日より連載を開始。その後「本誌連載争奪杯」で1位を獲得し、『週刊ヤングマガジン』（同）に移籍し、2022年2・3合併号（2021年12月13日発売）より連載されている。
2023年には「全国書店員が選んだおすすめコミック2023」第8位にランクインした。2025年6月時点で単行本累計部数は150万部を突破している。
2023年8月から12月末に、原作者・ずいのの出身地である静岡県三島市へのふるさと納税返礼品として「税金で買った本」8巻分とオリジナルブックカバーなどが使用され、三島市立図書館への書籍寄贈寄付金とされた。

## あらすじ
男子高校生でヤンキーの主人公、石平は図書館で本を借りようとするが10年前に借りた本を返却してないことにより、図書館から図書館利用者カードの発行を拒否される。借りた本の弁償を要求された石平は、大昔の出来事なので時効だろうと逆ギレしたが、職員から税金で買った本の大切さを諭され、結局書店で購入して現品を持ち込み弁償する。無事に図書館利用者カードを発行してもらった石平は読書の面白さを思い出し、図書館に通うようになり、さらには図書館でアルバイトをするようになる。

## 登場人物

### 主要人物
声の項はCMでの担当声優。
石平 紀一（いしだいら きいち）
声 - 木島隆一
男子高校生でヤンキーの主人公。不良気味で喧嘩っ早い性格であるが、好奇心が強く本や調べものが好きな一面を持つ。
早瀬丸 小夜香（はやせまる さやか）
声 - 高田憂希
レファレンスを得意とする職員。おっとりとしているような雰囲気だが芯の強い、頼れるお姉さん。
白井 里雪（しらい さとゆき）
本が好きだが人間嫌いな職員。もともと貧弱な文学青年であったが、粗雑に本を扱う利用者（クソ利用者）から本を守るために筋肉を鍛え、マッチョになった青年。真面目だが性格が悪いのを自認しており、「自分が正しいと思った事にキレがち」で理不尽なことがあると筋肉や暴力で解決しようとする。

## 書誌情報
- ずいの（原作）・系山冏（漫画） 『税金で買った本』 講談社〈ヤンマガKCスペシャル〉、既刊16巻（2025年8月6日現在）
  1. 2021年12月20日発売[3]、ISBN 978-4-06-526168-2
  2. 2022年3月4日発売[10]、ISBN 978-4-06-527113-1
  3. 2022年6月6日発売[11]、ISBN 978-4-06-528104-8
  4. 2022年9月6日発売[12]、ISBN 978-4-06-529118-4
  5. 2022年12月6日発売[13]、ISBN 978-4-06-530054-1
  6. 2023年3月6日発売[14]、ISBN 978-4-06-530709-0
  7. 2023年5月8日発売[15]、ISBN 978-4-06-531639-9
  8. 2023年8月4日発売[16]、ISBN 978-4-06-532248-2
  9. 2023年11月6日発売[17]、ISBN 978-4-06-533638-0
  10. 2024年2月6日発売[18]、ISBN 978-4-06-534610-5
  11. 2024年5月7日発売[19]、ISBN 978-4-06-535589-3
  12. 2024年8月6日発売[20]、ISBN 978-4-06-536545-8
  13. 2024年11月6日発売[21]、ISBN 978-4-06-537451-1
  14. 2025年2月6日発売[22]、ISBN 978-4-06-538459-6
  15. 2025年5月7日発売[23]、ISBN 978-4-06-539622-3
  16. 2025年5月7日発売[24]、ISBN 978-4-06-540528-4
- ずいの（原作）・系山冏（漫画）・講談社（編） 『税金で買った本 公式ファンブック 図書館ともっと仲良くなれる本』 講談社〈ヤンマガKCスペシャル〉、 2023年5月8日発売[25]、ISBN 978-4-06-531088-5
- ずいの（作）・系山冏（絵） 『小説 税金で買った本』 講談社〈青い鳥文庫〉、既刊1巻（2025年8月6日現在）
  1. 2025年8月6日発売[26]、ISBN 978-4-06-540284-9